# Unirea, Bistrița-Năsăud
Unirea, mai demult  Altdorf, Aldorf, Aldorfu, (în dialectul săsesc Wualdraf, Wuadraf, Wualndraf, Wuandref, Wondref, în germană Wallendorf, Walldorf, Oberwallendorf, Wallenberg în maghiară Aldorf) este o localitate componentă a municipiului Bistrița din județul Bistrița-Năsăud, Transilvania, România.

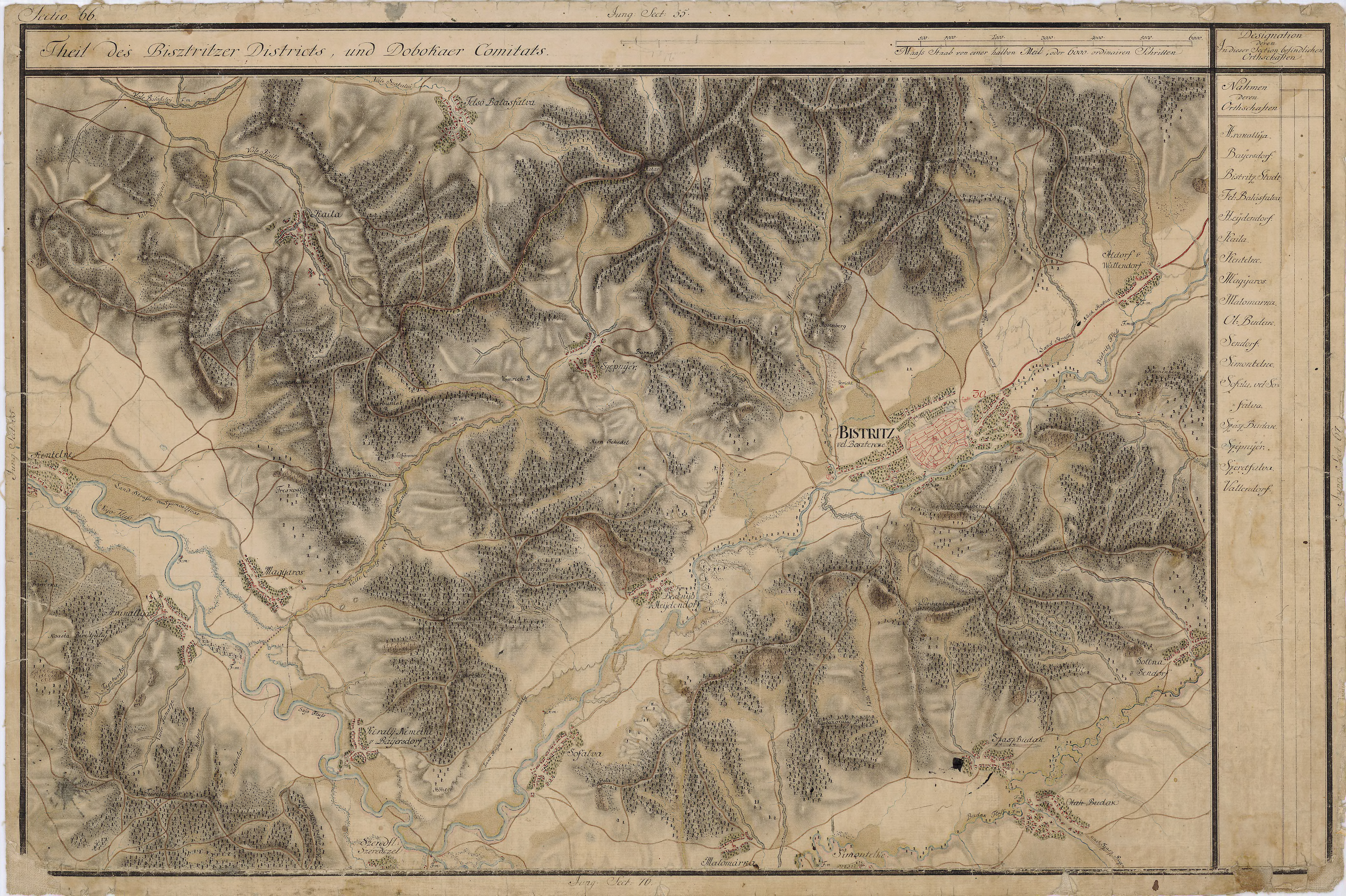
Unirea (Altdorf) pe Harta Iosefină a Transilvaniei, 1769-73

## Numele localității
Numele vechi românesc și maghiar al comunei este Aldorf, derivat din numele german Waldorf, cu denumirea oficială Villa Latina în limba latină de cancelarie.

## Întemeierea
În jurul anului 1150 a fost stabilit un loc central, cu dimensiuni foarte mari, în jurul căruia să se construiască localitatea. O astfel de concepție a unei comune se numește în limba germană Angerdorf, adică un sat construit în jurul unui areal central relativ mare. Respectiva zonă se întindea între biserica evanghelică (transformată în 1979 în biserică ortodoxă) și podul peste râul Pintic.
Prima menționare documentară a localității datează din anul 1295, ca Niederwallendorf (Aldorful de Jos). Din studiile Profesorului Karl Kurt Klein și a Doctorului Ernst Wagner rezultă că satul a fost înființat de coloniști veniți din Valonia.
În anul 1959 numele localității a fost schimbat în Unirea, nume ce nu are nici un fel de legături istorice cu localitatea, fiind atribuit arbitrar de către administrația locală.

## Apartenența
Pînă în anul 1876 Aldorf a aparținut de Bistritzer Sächsischer Distrikt (Districtul Bistriței, organizație teritorială a sașilor). Se găsea în teritoriul cunoscut sub denumirea de Nösnerland (Țara Năsăudului), ce era la rândul său parte din Königsboden (Pământul crăiesc). 
Din 1876 până în anul 1918 comuna Aldorf a aparținut comitatului maghiar Bistrița (în maghiară Beszterce), când a trecut administrativ în județul Bistrița-Năsăud.
În prezent, Unirea este cartier al municipiului Bistrița.

## Locuitorii
Documente păstrate în arhiva Vaticanului în Roma, atestă că în perioada 1332-1335 trăiau în Aldorf circa 25-28 de "gospodari" (în germană Wirte), adică proprietari de gospodării, astfel că în anul 1935 comuna avea circa 120-140 locuitori.
În Evul Mediu numărul locuitorilor a variat adesea din cauza războaielor, bolilor, foametei și epidemiilor. De aceea, în anul 1640 se recenzau doar 19 gospodari și aproximativ 25 de familii.
După ce în Aldorf s-au stabilit familii venite din Bucovina, în special din Iacobeni, originare din regiunea Zips, (aflată astăzi în Slovacia), numiți Țipțeri, și unele familii românești, numărul locuitorilor a crescut până în anul 1944 la 950 persoane.
În 5 septembrie 1944, generalul Arthur Martin Phleps, comandantul SS și de poliție al Transilvaniei, (originar din Biertan, Sibiu) a ordonat evacuarea în Germania a întregii populații săsești din județ, cu puțin înainte de sosirea trupelor sovietice. 
După evacuarea locuitorilor germani, organizată în Aldorf de Wehrmacht începând cu 17 septembrie 1944, chiar în iarna 1944-1945 în casele rămase goale în Aldorf au fost mutați români aduși din alte localități. 
În anul 1978 în localitate trăiau aproximativ 1500 locuitori. 
Din rezultatele recensămintelor rezultă că în anul 1880 nouă din zece locuitori din Aldorf erau de naționalitate germană. În 1944 trăiau la Aldorf 635 locuitori germani. După evacuarea din 1944, familiile germane reprezentau numai o minoritate națională, astfel că în prezent, procentajul persoanelor care aparțin minoritătii naționale germane este nesemnificativ. 
Inițial, populația de naționalitate germană consta exclusiv din sași. În perioada 1861-1944, în Aldorf s-au stabilit 145 persoane, majoritatea veniți din Dumitra (în germană Mettersdorf), Aldorful de Jos (în germană Niederwallendorf) și Krefeld (în germană Krewelt), precum și din Orheiu Bistriței.
Începând cu 1902, în decurs de 36 de ani, în Aldorf s-au stabilit 107 țipțeri.
În 1944, toți acești noi locuitori au ajuns să reprezinte mai mult de un sfert din locuitorii de naționalitate germană.
Deși locuitorii țipțeri aparțineau confesiunii catolice, iar sașii erau, fără excepție, evanghelici lutherani, între sași și țipțeri nu au existat în Aldorf nici un fel de conflicte, așa cum au avut loc în alte localități ardelene.
În localitate exista și un număr de țigani. Deoarece împărăteasa Maria Terezia a Austriei a interzis utilizarea denumirii de țigani, în documentele parohiale această etnie apare cu denumirea de "țărani noi" (în germană Neubauern). În jurul anului 1944, în Aldorf trăiau aproximativ 80 țigani. Mai târziu, după evacuarea locuitorilor germani, numărul lor a crescut foarte mult.
În anul 1766, la înființarea celui de-al 2-lea regiment român de grăniceri, românii care trăiau în satele săsești ale districtului bistrițean au fost recolonizați în jurul Rodnei, în schimbul populației germane și maghiare, care locuia aici. 
În următorii ani a avut loc o nouă colonizare de populație română la Aldorf. Acești noi locuitori au lucrat ca personal de serviciu și ca ciobani comunali. 
În anul 1944, după evacuarea populației germane din Aldorf, gospodăriile părăsite de aceștia au fost ocupate de coloniști români. De atunci, românii reprezintă aici majoritatea populației.
Înainte de 1848, numai în anumite localități ardelene le era permis evreilor să-și stabilească un domiciliu permanent. După acest an, în Aldorf au început să se stabilească și evrei. În 1880 erau 7 evrei, iar până în anul 1930 numărul lor a crescut la 37. Aceștia se ocupau în special cu negoțul, fiind birtași, comercianți sau negustori.
La Aldorf locuia o singră familie de maghiari, care au lucrat ca muncitori la calea ferată.

## Personalități originare din localitate
- Ernst Wagner (1921-1996), agronom, fiul fostului preot evanghelic local al comunei Aldorf, Adolf Wagner (1916-1946).

## Vezi și
- Biserica evanghelică din Unirea
- Spišské Vlachy, o localitate din Slovacia (cu nume identic în limba germană cu Unirea) colonizată în Evul Mediu Clasic de țipțeri de origine valonă